# Coralliomyzon tenens
Coralliomyzon tenens is een eenoogkreeftjessoort uit de familie van de Coralliomyzontidae. De wetenschappelijke naam van de soort is voor het eerst geldig gepubliceerd in 1991 door Humes & Stock.